# 国泰航空383号班机事故

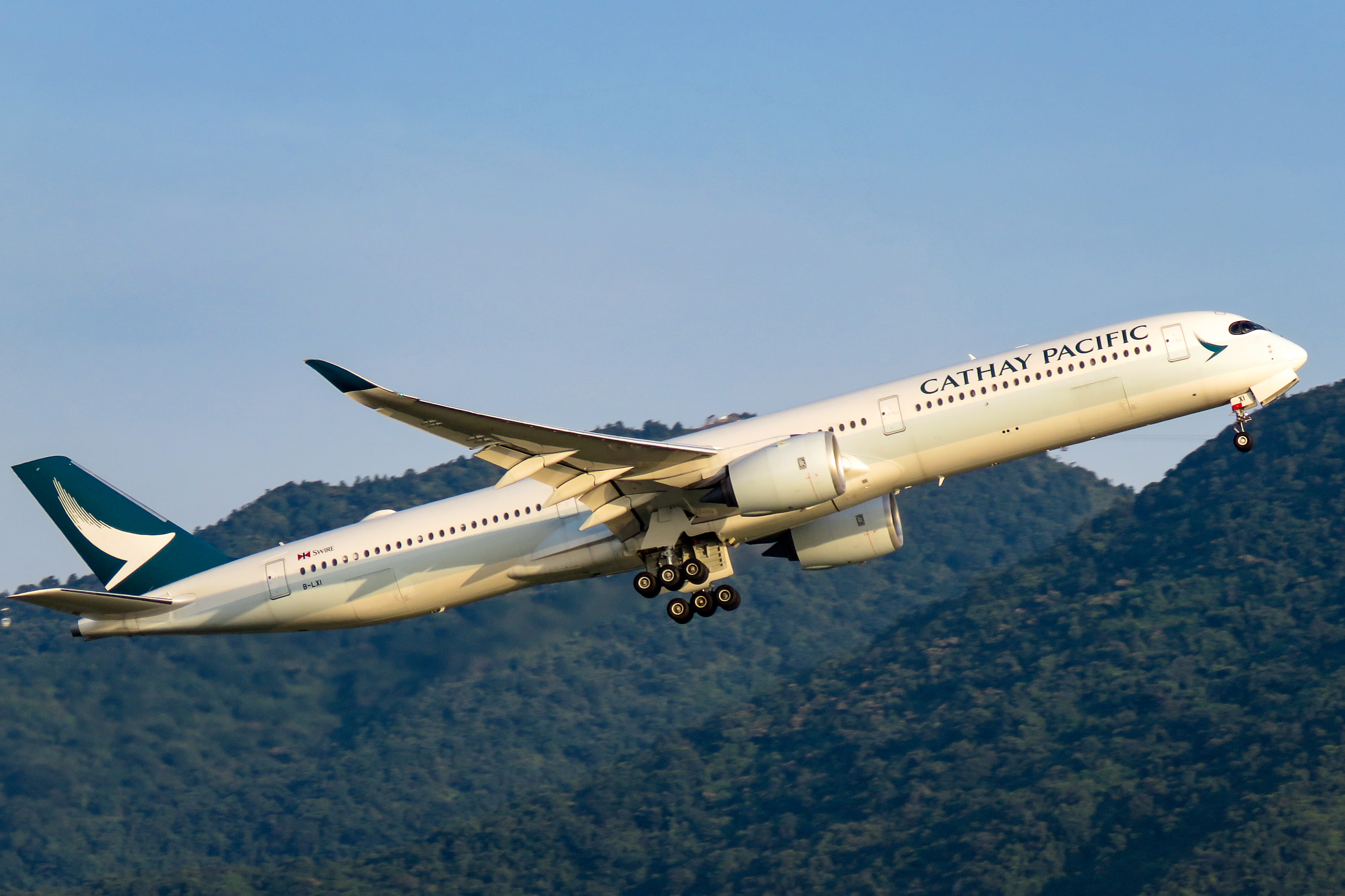
涉事的飞机——注册号为B-LXI的A350-1041

國泰航空383號班機是一趟由香港飞往瑞士苏黎世的國際線定期客運航班，2024年9月2日，一架执飞該航班的A350-1041型客機（飞机注册编号：B-LXI），在起飞后不久引擎警告灯亮起，机组怀疑引擎发生火警，排除警报后安全折返香港国际机场，没有人员伤亡。事后国泰航空检查确认客机出现了“该型号全球首例引擎零部件故障”，已就此通报飞机和引擎制造商及香港民航处，并排查了机队48架A350客机。

## 涉事飞机
涉事飞机型号为空中客车A350-1041 XWB，注册编号为B-LXI，生产序列号为262，配备两台罗尔斯·罗伊斯XWB-97发动机。

## 概述[2]
| 本次严重事故涉及国泰航空公司（ICAO代码：CPA / IATA代码：CX）运营的一架空中巴士 A350-1041 客机（航班编号 CX383，飞机登记编号为 B-LXI），该航班于2024年9月2日香港时间00:24（UTC+8）从香港国际机场（VHHH）起飞，目的地为瑞士苏黎世机场（LSZH）。                           |
| 航班上共有348人，包括 332名乘客和16 名机组人员（4名飞行机组人员和 12名客舱机组人员）。飞机的起飞总車量为306吨。 |
| 飞机于00:24:10从香港国际机场的07R跑道起飞。起飞后不久，即00:24:52时（无线电高度计显示高度为34英尺/空速为 191节/当时起落架正在收起），飞行员观察到2号发动机出现“ENG FIRE”警报并立即执行ECAM”程序，关闭了2号发动机及释放了一号灭火剂。59秒后，2号发动机的火警警报被清除。 |
| 飞行员最初向香港空中交通管制人员通报了 MAYDAY’紧急情况，但随后降级为PAN’紧急状况。为符合着陆重量限制，飞行员在与空管人员协调后启动了燃油排放程序。飞机于01:40:29在07L跑道安全着陆。事故中无机组人员或乘客受伤。                                                         |
| 根据民航意外调查机构事后检查时发现，在2号发动机内连接至第17号燃油喷嘴的次级燃油歧管软管的钢编织护套出现破裂，软管上有一个明显的孔洞。 此外，在发动机的后核心舱部份还观察到了黑色烟灰，表明存在火警迹象。 两个推力反向器整流罩的底部也发现了燃烧痕迹。                   |
| 除了第17号次级燃油歧管软管出现的异常情况外，民航意外调查机构还发现其他五条次级燃油歧管软管存在金属编织物磨损或内部结构塌陷的情况。 |
| 其后检查显示，流向燃油喷嘴的燃油可能通过破裂的次级燃油歧管软管泄漏。 加上其他促成因素，如氧气的存在和热源，这可能导致火势蔓延至附近区域。 |

## 调查结果
初步报告显示，检查发现，在2号发动机内连接至燃油喷嘴的次级燃油歧管软管的钢编织护套出现破裂，导致燃油泄漏，再加上其他促成因素，如氧气的存在和热源，可能导致火势蔓延至附近区域。如未及时发现并处理，此情况及其进一步的故障可能升级为更严重的发动机火灾，从而对飞机造成广泛损坏。

## 事后
9月3日，南都记者从国泰航空公司获悉，2日凌晨前往苏黎世的CX383航班折返香港，经检查发现，客机出现空客A350型号全球首例引擎零部件故障。国泰航空已取消2日及3日内超20趟航班。国泰航空称，已立即通报飞机和引擎制造商，以及相关监管机构。为安全起见，国泰航空将检查旗下48架A350航机。目前，国泰航空已发现若干相同的引擎零部件需要更换，现正全力于海外采购并运送到香港，以协助维修工作。由于部分客机需停飞数天维修，国泰航空已取消2日及3日内超20趟航班，将为所有受影响顾客提供其他航班选择。此外，南都记者注意到，空客A350型号客机引擎制造商为英国罗尔斯·罗伊斯有限公司，2日该公司股价因此出现明显下跌。